# 호손 하이츠
호손 하이츠(Hawthorne Heights)는 미국의 록 밴드이다.